# Тугела (водопад)
Туге́ла — водопад на реке  Тугела, второй по высоте водопад мира. Он представляет собой пять свободно падающих водопадов, наибольший из которых составляет 411 м. Общая высота каскада составляет 933 м.
Тугела ниспадает узкой лентой с восточного обрыва Драконовых гор в Королевском национальном парке Наталь, провинция Квазулу-Натал, ЮАР. Он хорошо виден после сильного дождя или на исходе дня, блестящий от отражения солнца. Исток реки Тугелы расположен у горы Монт-о-Сурс в нескольких километрах от обрыва, с которого падает водопад. Вода выше водопада чистая и безопасная для питья. Обрыв часто покрывается снегом в зимние месяцы.
К водопаду ведут две тропы. Первая горная пешая тропа к вершине Монт-о-Сурс начинается в туристском лагере Witsieshoek, откуда идёт относительно короткий подъём к по тропинке и далее по двум подвесным мостикам. Другая тропа начинается в Королевском национальном Парке Наталь. Семикилометровый подъём вдоль ущелья извивается по местному лесу, затем идёт через валуны и наконец небольшой подвесной мостик подводит к подножию водопада Тугела.